# Oenanthe dubia
Oenanthe dubia là một loài chim trong họ Muscicapidae.
Loài chim này sinh sống tại Ethiopia và Somalia. Môi trường sống tự nhiên của nó là các vùng đất khô cằn với cây bụi trong khu vực cận nhiệt đới hay nhiệt đới.
Nó từng được gộp trong chi Cercomela. Các nghiên cứu phát sinh chủng loài phân tử công bố năm 2010 và 2012 cho thấy chi Cercomela là đa ngành với 5 loài, trong đó có C. dubia, về mặt phát sinh chủng loài là lồng sâu trong chi Oenanthe. Tuy nhiên, nhiều nhà phân loại học vẫn tiếp tục đặt loài này trong chi Cercomela. Như một phần của việc sắp xếp lại các loài để tạo ra các chi đơn ngành, C. dubia được gán vào chi Oenanthe.